# Rage of the Yeti
Rage of the Yeti é um filme produzido nos Estados Unidos e lançado em 2011 pela Syfy.